# Edib Kravić
Šejh Edib ef. Kravić (Trebinje, 28. veljače 1954.), bosanskohercegovački je teolog i povjesničar bošnjačkog podrijetla, šejh nakšibendijskog tarikata. 

## Životopis
Edib Kravić je rođen 1954. godine u Trebinju. U Tuzli je završio osnovnu i srednju školu, te Tehnološki fakultet Sveučilišta u Tuzli. Godine 1994. je dao bejat (zakletvu) šejhu Ahmedu ef. Mešiću, da bi 1996. godine od šejha Beuhauddina ef. Hadžimejlića bio imenovan šejhom nakšibendijskog tarikata. Godine 2009. šejh Husein ef. Hadžimejlić mu je dodijelio još jednu idžazetnamu za šejha nakšibendijskog tarikata. Od 2011. godine Edib Kravić je pročelnik Tekije šejh hadži Ahmed Nuruddin u Tuzli. Od 2019. godine stara se i o Tekiji Hamza-dede Orlovića u Konjević Polju pokraj Bratunca.
Edib Kravić je od 1992. do 1993. bio ravnatelj lista Zmaja od Bosne, a potom od 1996. do 2006. godine ravnatelj RTV Tuzlanskog kantona. Tijekom rata u Bosni i Hercegovini bio je komandant civilne zaštite Bosne i Hercegovine. Od 1996. do 2000. godine je bio poslanik u skupštini Tuzlanske županije. 
Kravić je preko 20 godina bio član Izvršnoga odbora Medžlisa Islamske zajednice u Tuzli. Od 2014. do 2018. godine je bio sabornik Islamske zajednice u Bosni i Hercegovini ispred Muftijstva tuzlanskoga.

## Djela
- Riječi imama i šejha šehida Mehmed-efendije Hafizovića: (vazovi, dersovi, hutbe) (Zvornik, 2009)
- Mesnevija u stvaranju novog društva: sa posebnim osvrtom na novu ekonomiju i novi menadžment (Tuzla, 2017)

## Vanjske povezice
- Šejh Edib Kravić: Nedostaju mi mukabele, teracije, iftari i zikrovi